# 全部大写

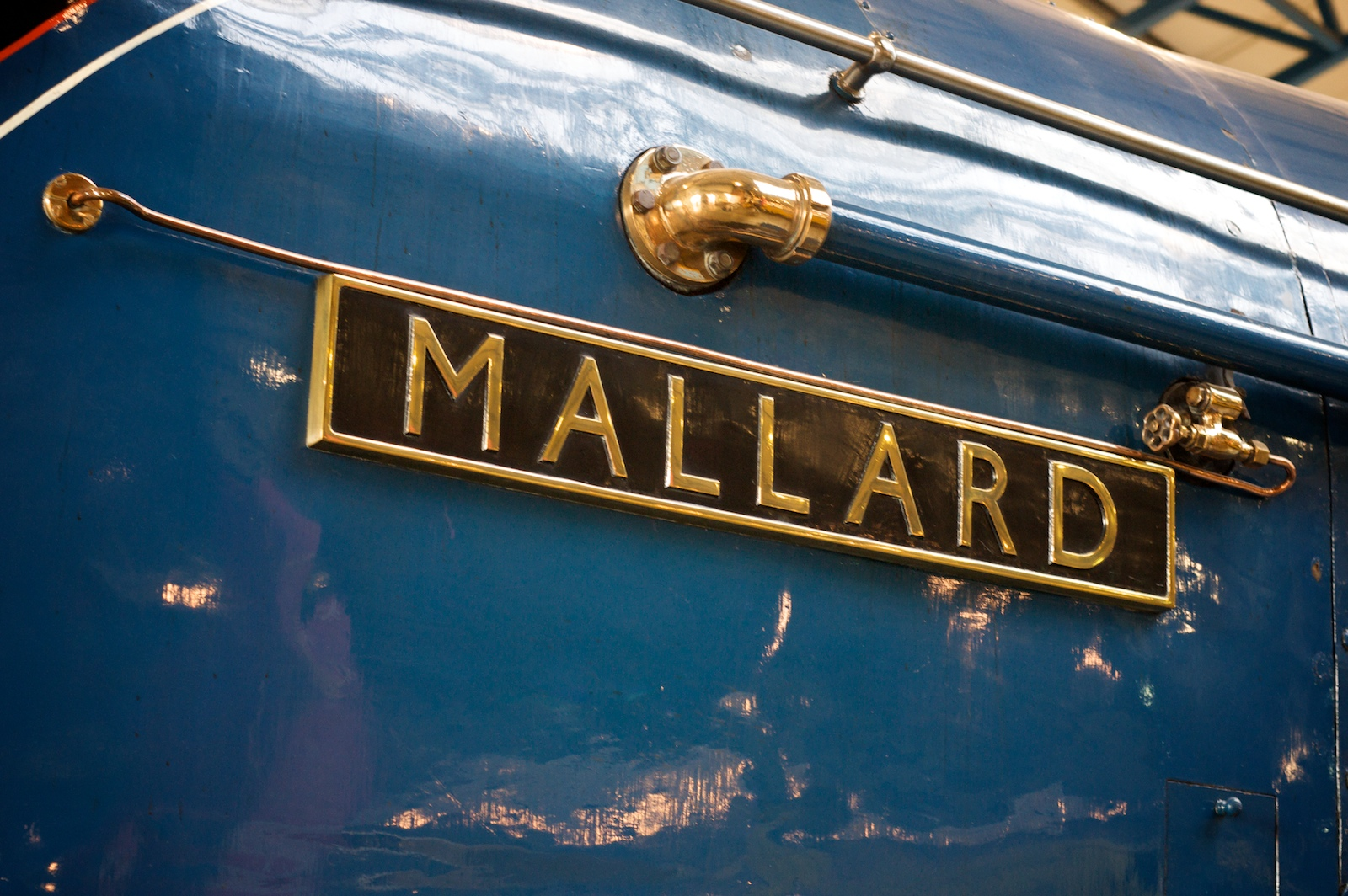
倫敦及東北鐵路A4型蒸汽機車4468號的車名銘板，为全部大写。

在字体排印学中，全部大写（又作全大写）指在字母文字中，全用大写字母书写的文本或字体。“全部大写”可以用于强调单词或短语。全部大写常见于书本封面上的标题、广告以及新闻标题。较短的全部大写的文字比混合大小写的文字更加醒目。全部大写也可以用来表示首字母缩略字。
在字体排印学中已有关于全部大写文本可读性和易读性的研究。20世纪起的科学研究普遍表明全部大写的可读性和易读性比小写文本要差。同时，由于全部大写常常被用来记录说话人的吼叫的文化原因，将文本转换为全部大写使其看起来更加地有威吓意味且使人感到厌恶。全部大写文本在漫画书中很常见，在老式的电传系统和无线电通信系统中也很常见，这些系统通常根本不会区别字母的大小写。
在专业性文件中，人们通常更喜欢使用小型大写字母的形式来使用全部大写，以此强调关键词或者首字母缩略词（亦可用斜体或更少见的粗体）。同时，习惯上使用全部大写时会轻微地加宽字母间距（大约点高度的10%）。一些数字字体由于这个原因自动包含了大写字母的间距。

## 与吼叫的联系
用全部大写書寫的文本信息在社群媒體中時常被認為是吼叫或其他不礼貌的争论行为，这在1980年代網路化電腦出现起成为主流的解释。然而，类似的解释在電腦時代前的書面資料早已存在，某些資料甚至已有一世纪以上的歷史。在大量的文学作品中，都给出了用大写字母进行呼喊的例子。以下资料可能与大写字母的历史有关从Stack Exchange discussion on all-caps （页面存档备份，存于）可看出:
- 1856年4月17日，南卡羅萊納州的《约克维尔询问报》使用了 「這次他用大寫喊了出來」 (This time he shouted it out in capital letters) 的表述。
- 1880年的《标准演说家和口才家》 (The Standard speaker and elocutionist) 一书中有一节题为「喊話風格」(SHOUTING STYLE)，其中指出：「在讀本中很少需要這樣的風格，但在任何意味着召唤或命令的地方，使用大寫是適當的。作为例子，请注意以下用大写字母标出的选段，這些是強調喊話的适当位置。」
- 1958年9月6日出版的《书商：图书贸易机关》(Bookseller: The Organ of the Book Trade) 一書中寫道：「用小写字母书写，而非用大写字母喊叫。这樣对任何沉思的人来说都是愉快的」。
- 2014年，新共和週刊中一篇关于網路禮儀的文章，题为 「大写字母如何成为网路上的骂人法則」， 其中指出：

- 根据雷丁大学排版學和圖文传播學系Paul Luna教授的说法，几千年来所有大写字母都被用来「传达宏伟、浮夸或审美的严肃概念」，在印刷品中表达愤怒或呼喊也行之有年。举例来说，钢琴家菲利帕·斯库勒在1940年代出版名为「黑白作曲」的传记中就使用了大写字母来「吶喊」，而羅伯·摩斯在1970年代对一本书的草稿也使用了大写字母来「表达愤怒」。
- 自1984年左右起的网上新闻组和留言板文章显示，有用户仍然需要解释「如果文字是大寫，我就是想吼叫」, 其他人則總結稱，用大写字母或用星號围绕文字代表語氣強調已逐漸成為共識。 

## 用法

### 纸媒
在小写字母于公元8世纪发展起来之前，用拉丁字母写的文本只有一种形式，即现在认为的大写字母。
在20世纪20年代之前，大写字母被广泛地用于报纸的新闻标题上。到20世纪90年代，超过四分之三的西方报纸已经在使用小写字母印刷新闻标题了。关于全部大写使用的讨论聚焦于全部大写更好的强调性和小写字母更好的易读性。柯林·威尔顿的一项研究召集了224个阅读者分析新闻标题的样式，最后得出了“大写字母新闻标题明显比小写字母行文标题的易读性更低”的结论

### 姓氏
全部大写的姓氏常见于法语国家，用来将姓氏和余下的其他名字区别开来。这一行为在國際賽事及日语中当用罗马字来书写姓名时亦常见。

### 军事信息系统
2013年4月，美国海军废除了全部大写的信息系统，这个系统始于19世纪50年代，那时电传只有大写字母的形式。由全部大写向大小写混合的信息系统的转换帮助美国海军每年节省约2千万美元，也使其更好地与现代网络协议对接。